# ایزاک دو بنسوراد
ایزاک دو بنسوراد (به فرانسوی: Isaac de Benserade) شاعر و نمایش‌نامه نویس قرن هفدهم میلادی اهل فرانسه است.